# بعثة الناتو للتدريب في العراق

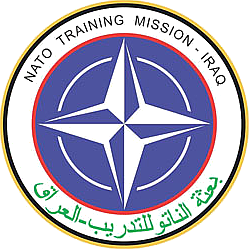
إشارة بعثة الناتو للتدريب في العراق.

تأسست بعثة الناتو التدريبية في العراق في العام 2004 بناءً على طلب من الحكومة العراقية المؤقتة وفقًا لأحكام قرار مجلس الأمن التابع للأمم المتحدة رقم 1546. تَمثّل هدف بعثة الناتو التدريبية في العراق في المساعدة على تطوير الهياكل والمؤسسات التدريبية لقوات الأمن العراقية كي يتمكن العراق من بناء قوة أمنية فعالة ومستدامة تلبي احتياجات الدولة. لم تكن بعثة الناتو التدريبية في العراق مهمةً قتالية، إنما كانت بعثة متميزة، تحت الإشراف السياسي لمجلس شمال الأطلسي التابع لحلف الناتو. انصبّ تركيزها العملياتي على التدريب والتوجيه. نُسّقت أنشطة البعثة مع السلطات العراقية ونائب القائد العام للتدريب والاستشارات للقوات الأمريكية في العراق، والذي كان أيضًا قائد بعثة الناتو التدريبية في العراق. انتهت مهمات البعثة في ديسمبر 2011.

## نشاطات البعثة
قدّمت بعثة الناتو التدريبية في العراق الدعم في التدريب، والاستشارات، والتوجيه من خلال ثلاثة مسارات رئيسية لأنشطتها:
- دعم منظومة القيادة والسيطرة العراقية.
- التأهيل المهني لتدريب وتعليم ضباط القوات المسلحة العراقية، والتطوير المهني في أكاديمية ضباط الصف داخل العراق وخارجه. وتلخص دور بعثة الناتو التدريبية في العراق في دعم التعليم المؤسسي لتطوير العقيدة الأمنية العراقية. أخيرًا، قُدّم الدعم لهذا النوع من الأنشطة عبر تدريب الناتو خارج البلاد والذي شهد مشاركة أكثر من 1800 عضو من قوات الأمن العراقية في تدريبات متخصصة خارج البلاد من العام 2004 حتى العام 2011.
- التأهيل المهني للشرطة العراقية من خلال التدريب الذي قدمته قوات كارابينييري الإيطالية.

تمثّل التحدي الذي واجته بعثة الناتو التدريبية في العراق في الانتقال من دورها في تقديم التدريب إلى تقديم الاستشارة للمدربين، وفي النهاية بناء قدرة العراق المستقلة على تنظيم وإدارة تدريب قوات الأمن باعتبارها جزءًا من علاقة استراتيجية أوسع مع حلف الناتو. كان العام 2010 عامًا مهمًا في تاريخ العراق، إذ واصلت الولايات المتحدة سحب قواتها القتالية، واضطلعت القوات المسلحة العراقية ووزارة الداخلية العراقية بالمزيد من المسؤوليات الأمنية. وخلال الفترة الانتقالية، تركزت الأنشطة الرئيسية للبعثة على توحيد معايير تعليم وتدريب الضباط العراقيين، وتدريب الشرطة الفيدرالية العراقية، ومساعدة مديرية أمن الحدود.
من خلال أنشطتها، ساعدت بعثة الناتو التدريبية في العراق على تمهيد الطريق لعلاقة طويلة الأمد بين قوات التحالف والعراق ضمن إطار تعاون منظم.
عملت بعثة الناتو التدريبية في العراق ضمن أربع مناطق مختلفة في مسرح العمليات:
- كان المقر الرئيسي لبعثة الناتو التدريبية في العراق داخل قاعدة العمليات الأمامية يونيون 3، في المنطقة الدولية. واتجه طاقم الناتو إلى مواقع مختلفة للأجهزة الأمنية العراقية داخل المنطقة الدولية لتقديم التدريب، والاستشارات، والتوجيه.
- دعمت القاعدة الأمامية لبعثة الناتو التدريبية في العراق في الرستمية، على بُعد 15 كيلو مترًا تقريبًا جنوب شرق بغداد، دعمت الأكاديمية العسكرية العراقية وكلية الأركان المشتركة، بالإضافة إلى كتيبة قاعدة الدفاع التي حافظت على الأمن في الرستمية.
- كما عملت بعثة الناتو التدريبية في العراق في معسكر التاجي الجوي، على بعد 27 كيلو مترًا شمال غرب بغداد، والذي دعم تدريب دورات كبار ضباط الصف العراقيين وتدريب طواقم المعارك.
- الموقع الرابع كان معسكر دبلن، والواقع جنوب مطار بغداد الدولي. في هذا الموقع قدّمت قوات كارابينييري الإيطالية التدريب للشرطة الفيدرالية العراقية.

أسهمت 23 دولة عضو في حلف الناتو ودولة شريكة لحلف الناتو أسهمت بشكل مباشر في جهود التدريب من خلال توفير الأفراد، أو التمويل، أو التبرع بالمعدات. تمثّل حضور بعثة الناتو التدريبية في العراق في قوة تكتيكية صغيرة تألّفت من 170 فردًا تقريبًا من حلف الناتو / منظمة الشراكة من أجل السلام، يمثلون 13 دولة عضوًا في الحلف (بتقديرات أغسطس 2010).